# Las Minas, Metepec
Las Minas är en ort i kommunen Metepec i delstaten Mexiko i Mexiko. Samhället hade 330 invånare vid folkräkningen år 2020.